# Especificação autônoma
Na biologia celular e do desenvolvimento, denomina-se especificação celular o processo que envolve um comprometimento da célula à um destino particular ou à um conjunto de destinos,  que precede a diferenciação (evidente  mudança  na  bioquímica  e  função  celular) e não apresenta uma mudança evidente no fenótipo da célula. Uma importante distinção de conceitos são de dois estágios muitas vezes confundidos: especificação e determinação celular (Slack, 1991). Uma célula ou tecido pode ser considerado especificado quando é capaz de diferenciar-se de forma autônoma quando colocado em um ambiente neutro tal como uma placa de petri. (Esse ambiente é “neutro” em relação à via do desenvolvimento). Uma célula ou tecido pode ser considerado determinado quando é capaz de diferenciar-se de maneira autônoma quando colocado em outra região do embrião. Se a diferenciação se dá de acordo com o destino original mesmo com a colocação em outra região do embrião, assume-se que o comprometimento é irreversível.
Especificação Celular Autônoma é uma das três vias de comprometimento do destino celular que um embrião pode apresentar durante o seu desenvolvimento. Ocorre na maioria dos invertebrados e envolve a segregação citoplasmática de moléculas  durante a clivagem embrionária pelo qual os planos de clivagem separam regiões qualitativamente diferentes do citoplasma do zigoto em células-filha diferentes. Cada célula se torna diferente de acordo com a constituição do seu citoplasma, não importando qualquer relação entre células vizinhas (o que torna a especificação autônoma) (Davidson, 1991). Desta maneira, se um determinado blastômero é removido de um embrião em um estágio inicial de desenvolvimento, a célula isolada produzirá o mesmo tecido que produziria se ainda fizesse parte do embrião. Além disso, o embrião do qual essa célula foi retirada se desenvolverá normalmente, exceto pela falta do tecido que seria produzido pelas células faltantes. Nesses embriões, determinantes morfogênicos são transportados para diferentes regiões do citoplasma e separados em diferentes células com o processo de divisão celular. Esses determinantes especificam o tipo celular, tornando o destino desses blastômeros geralmente invariável. A especificação autônoma faz surgir um padrão de embriogênese referido como desenvolvimento em mosaico, uma vez que o embrião parece possuir peças autodiferenciadas lembrando um mosaico.
Os outros dois tipos de comprometimento celular são a especificação condicional e a especificação sincicial.b

## Histórico
A especificação autônoma foi demonstrada pela primeira vez pelo francês Laurent Chabry em 1887. Ele realizou experimentos com embriões de tunicados visando investigar como perturbações nos primeiros estágios de desenvolvimento afetam as estruturas adultas, partindo da suposição de que a causa das malformações nos recém-nascidos era relacionada com a falta de determinadas células no embrião. Através do isolamento de blastômeros específicos do embrião, ele descobriu que cada célula era responsável por dar origem a um grupo específico de tecidos na larva. Assim, na ausência de um determinado blastômero a larva não apresentava os tecidos associados aquela célula. Além disso, a célula isolada se desenvolvia no tecido previsto independentemente da presença das outras células. Desta maneira, cada uma das células parecia estar se desenvolvendo de maneira autônoma.
A explicação bioquímica para esses resultados foi feita por J. R. Whittaker em 1973. Ele corou os blastômeros de embriões de tunicados para a enzima acetilcolinesterase, que é encontrada somente em tecido muscular. Estudos anteriores tinham determinado que somente um par do embrião de oito células de um tunicado é capaz de produzir tecido muscular. Whittaker então removeu esses dois blastômeros, obtendo como resultado a produção de tecido muscular por essas células isoladas, e o resultado positivo para a presença da enzima. Quando ele transferiu o conteúdo citoplasmático de uma dessas células para uma outra célula do embrião que formaria tecido ectodérmico, obteve a formação de tecido muscular. Esses resultados sugeriram que há uma segregação citoplasmática dos determinantes morfogênicos para cada tecido celular.

## Especificação Autônoma em embriões de Tunicatos
Estudos realizados mostram que o desenvolvimento embrionário de Tunicatos apresenta-se semelhante a um "mosaico" com suas distintas partes. Com a divisão do embrião, diferentes células incorporam diferentes regiões do citoplasma. Acredita-se que cada uma dessas regiões apresenta diferentes morfôgenos que controlam o compromisso da célula com um determinado tipo celular. O estudo de certas espécies que possuem ovos que segregam seu citoplasma em uma série de regiões coloridas, imediatamente após a fertilização, foi de extrema ajuda no entendimento do destino das células e especificação celular.
Reverberi e Minganti (1946) analisaram a determinação tunicada em uma série de experimentos de isolamento, e eles também observaram a autodiferenciação de cada blastômero isolado e o restante do embrião. Quando o embrião de oito células é separado em seus quatro pares (os lados direito e esquerdo sendo equivalentes), a determinação em mosaico é a regra. O par posterior de blastômeros do pólo animal dão origem ao ectoderma; o par posterior  do  pólo  vegetal  produz  o  endoderma,  o  mesênquima  e  o  tecido  muscular, como esperado pelo mapa de destino. O desenvolvimento neural é uma exceção. As células produtoras de nervos são geradas por ambos os quadrantes anteriores, animal e vegetal, e nenhum deles as produz sozinho. Todavia, quando esses pares anteriores são reunidos  surgem  os tecidos do cérebro e  do palpo.  Mesmo  em embriões estritamente determinados como os dos tunicados, algumas interações indutivas acontecem entre os blastômeros. De fato, Ortolani (1959)  mostrou que essa região do ectoderma não está determinada para originar tecido nervoso até o estágio de 64 células, pouco antes da gastrulação.  Dessa  maneira,  embora  a  maioria  dos  tecidos  sejam  determinados imediatamente após a segregação do citoplasma do ovo, certos  tecidos nesses embriões têm  uma determinação condicional por interação célula a célula.
Podemos concluir, então, que certos determinantes que existem no citoplasma causam a formação de certos tecidos. Esses determinantes morfogenéticos parecem agir ativando (ou inativando) seletivamente genes específicos. A determinação dos blastômeros e a ativação de certos genes são controlados pela localização espacial de determinantes morfogenéticos dentro do citoplasma do ovo.

## Especificação e localização citoplasmática em embriões de moluscos
O tipo de especificação tratado neste artigo é amplamente distribuído no reino animal, principalmente no grupo conhecido como protostomados, os quais  iniciam  a  gastrulação  na  futura  extremidade anterior,  após  somente  algumas  divisões  celulares.  Moluscos  fornecem  alguns  dos exemplos mais impressionantes de desenvolvimento em “mosaico” e do fenômeno de localização citoplasmática, onde os determinantes morfogenéticos são encontrados em  uma  região  específica  do  oócito.  Além  disso,  esses  fatores  citoplasmáticos  são ativamente  transportados  para   um  pólo  da  célula,  de tal modo que um blastômero tendo esses fatores poder estringir sua transmissão para somente uma de suas células filha. O destino das duas células filha é definido por qual delas recebe o determinante morfogenético.
E. B. Wilson, o famoso embriologista americano do começo do século XX, isolou blastômeros precoces de embriões do molusco Patella coerulea. Em seus estudos, percebeu que certos embriões clivando espiralmente (principalmente nos filos  molusco e anelídeo) expelem um bulbo de citoplasma imediatamente antes  da primeira clivagem. Essa protrusão é chamada lóbulo polar, é tem grande importância por conter determinantes necessários a identificação do eixo dorso-ventral do embrião, ao rítmo e orientação de clivagem do blastômero D, entre outros.

## Especificação celular no nemátodoCaenorhabditis elegans
Um programa de pesquisa encabeçado por Sidney Brenner (1974) foi organizado para identificar um organismo onde se pudesse identificar cada gene envolvido no desenvolvimento, como também seguir a linhagem de cada célula individual, buscando um modelo para o estudo de especificação celular. Tal organismo é o Caenorhabditis elegans, um pequeno nematódeo (1 mm de comprimento) de vida livre encontrado no solo, que possui rápido processo de embriogênese e que pode ser realizado em placa de petri. Além disso, C. elegans possui indivíduos em sua maioria hermafroditas com autofertilização com uma linhagem de células quase invariável de um indivíduo para o outro e uma pequena quantidade de genes (aproximadamente 15.000).
A polaridade inicial parece residir no ovo alongado, o eixo ântero-posterior sendo o eixo longo do ovo. Entretanto, a decisão sobre qual ponta se tornará a anterior e qual será a posterior parece depender do espermatozoide. A posição de entrada do espermatozoide no núcleo define o pólo posterior (Goldstein e Hird, 1996).

O esquema de divisão de C. elegans é semelhante ao da linhagem de células precursoras, pois durante a clivagem precoce, divisões assimétricas produzem uma célula-filha “diferenciada” e outra precursora. A localização das substâncias citoplasáticas em blastômeros específicos foi elegantemente demonstrada nessas divisões assimétricas. Dentro do ovo está um conjunto de grânulos da linhagem germinativa, ou grânulos P, que vão determinar em qual região do embrião vão se diferenciar as células germinativas. 